# محمد رضا بوبو
محمد رضا بوبو لاعب كرة قدم مصري، يلعب في مركز الوسط مع نادي بيراميدز.